# Вторая молодость (фильм)
«Вторая молодость» (пол. Druga młodość) — польский чёрно-белый художественный фильм 1938 года снятый режиссёром Михалом Вашиньским по сценарию Анатоля Стерна на студии Warszawskie Biuro Kinematograficzne Feniks.
Фильм снят по мотивам романа Анри Батайля «Мама птичка».
Премьера фильма состоялась 8 сентября 1938 года.

## Сюжет
Ирена Мохорт — женщина средних лет, жена богатого промышленника, вышла за него в 16 лет, у неё два взрослых сына. Муж за 25 лет супружеской жизни всегда был занят бизнесом и никогда не имел времени для неё. Она чувствует себя потерянной и одинокой в супружеской жизни.
Однажды Ирена заводит молодого любовника — Ежи, друга её взрослого сына Рышарда. Ежи влюбляется в неё, сначала приняв за сестру Рышарда. Женщина оставляет мужа и семью, чтобы жить с ним и уезжает с Ежи в горы в Закопане. Там переживает самый прекрасный период своей жизни. Но идиллия вскоре кончается. Ежи во время горной экскурсии знакомится с молодой красавицей Тамарой, в которую влюбляется и бросает Ирену.
Она в отчаянии, чтобы как-то жить, закладывает свои драгоценности. Наносит последний визит в свою семью, планируя покончить жизнь самоубийством после того, как увидит их.

## В ролях
- Мария Горчиньская — Ирена Мохорт
- Казимеж Юноша-Стемповский — Людвик, муж Ирены
- Витольд Захаревич — Ежи Оленцкий
- Влодзимеж Лозиньский — Павел, сын Мохортов
- Мечислав Цибульский — Рышард, сын Мохортов
- Станислава Высоцкая — бабушка Ежи
- Михал Знич — Клаудиуш, лакей Мохортов
- Эльжбета Крыньская — Янина, невеста Рышарда
- Мечислава Цвиклиньская — мать Янины
- Тамара Вишневская — Тамара Корская
- Ванда Яршевская — мать Тамары
- Павел Оверлло — отец Тамары
- Стефан Хныдзиньский — лакей Мохортов
- Хенрик Малковский — профессор
- Тадеуш Каньский — Франек, гураль (нет в титрах)
- Александр Сухцицкий — гость на вечере (нет в титрах)